# Henry John Heinz
Henry John Heinz (11. oktober 1844 – 14. maj 1919) var en amerikansk forretningsmand.
Heinz var et blandt otte børn født af John Henry og Anna Schmidt Heinz. Begge forældre havde deres rødder i Tyskland. De slog sig ned i Pittsburgh, Pennsylvania, i det område, som i dag kendes som South Side.
Han stiftede H. J. Heinz Company, som startede produktion af fødevarer, samt ingredienser såsom ketchup, pebersauce, oliven, syltede løg, sennep, bagte bønner, supper og meget andet. Efter hans død i 1919, videreførte familien den store virksomhed.